# 第11特科隊
第11特科隊（だいじゅういちとっかたい、JGSDF 11th Artillery Unit (Mechanized)）は、陸上自衛隊真駒内駐屯地（北海道札幌市南区）に駐屯する第11旅団の隷下の野戦特科部隊である。

## 沿革
- 2008年（平成20年） 3月26日：第11師団の旅団化に伴い、第11特科連隊を廃止し、第11特科隊を真駒内駐屯地に新編。後方支援体制変換に伴い、第11後方支援隊第2整備中隊特科直接支援小隊が整備支援。
- 2011年（平成23年）：99式自走155mm榴弾砲の導入を開始。

## 部隊編成
- 第11特科隊本部
- 本部管理中隊「11特-本」：82式指揮通信車、対砲レーダ装置 JTPS-P16、対迫レーダ装置 JMPQ-P13
- 第1射撃中隊「11特-1」：99式自走155mmりゅう弾砲、99式弾薬給弾車
- 第2射撃中隊「11特-2」：99式自走155mmりゅう弾砲、99式弾薬給弾車
- 第3射撃中隊「11特-3」：99式自走155mmりゅう弾砲、99式弾薬給弾車

## 整備支援部隊
- 第11後方支援隊第2整備中隊特科直接支援小隊「11後支-2整」（真駒内駐屯地）：2008年（平成20年） 3月26日から

## 主要幹部
| 官職名       | 階級          | 氏名     | 補職発令日     | 前職                   |
| ------------ | ------------- | -------- | -------------- | ---------------------- |
| 第11特科隊長 | 1等陸佐（三） | 鈴木信一 | 2025年08月01日 | 富士教導団本部高級幕僚 |

| 代 | 氏名     | 在職期間                        | 前職                                              | 後職                                |
| -- | -------- | ------------------------------- | ------------------------------------------------- | ----------------------------------- |
| 01 | 岡和男   | 2008年03月26日 - 2009年11月30日 | 陸上自衛隊富士学校特科部研究課長                  | 陸上自衛隊研究本部研究員            |
| 02 | 和田信義 | 2009年12月01日 - 2011年11月30日 | 第14旅団司令部第3部長                             | 岩手駐屯地業務隊長                  |
| 03 | 中村健蔵 | 2011年12月01日 - 2013年07月31日 | 装備実験隊第3実験科長                             | 陸上自衛隊中央業務支援隊付          |
| 04 | 関口景   | 2013年08月01日 - 2016年03月22日 | 陸上自衛隊研究本部付                              | 統合幕僚学校 国際平和協力センター長 |
| 05 | 西島秀郎 | 2016年03月23日 - 2018年03月26日 | 第1特科団本部高級幕僚                             | 第14旅団司令部火力調整部長          |
| 06 | 髙山将一 | 2018年03月27日 - 2020年03月15日 | 陸上幕僚監部運用支援・訓練部 運用支援課陸上連絡官 | 第8師団司令部火力調整部長           |
| 07 | 廣岡睦   | 2020年03月16日 - 2022年03月13日 | 陸上幕僚監部監理部総務課監理班長                  | 第4師団司令部火力調整部長           |
| 08 | 柴田慎一 | 2022年03月14日 - 2024年03月20日 | 陸上自衛隊富士学校主任教官                        | 第13旅団司令部火力調整部長          |
| 09 | 津田尚樹 | 2024年03月21日 - 2025年07月31日 | 陸上自衛隊富士学校主任教官                        | 第2師団司令部第3部長                |
| 10 | 鈴木信一 | 2025年08月01日 -                | 富士教導団本部高級幕僚                            |                                     |

## 主要装備
- 99式自走155mmりゅう弾砲
- 99式弾薬給弾車
- 82式指揮通信車
- 対砲レーダ装置 JTPS-P16
- 対迫レーダ装置 JMPQ-P13
- 1/2tトラック／73式小型トラック
- 1 1/2tトラック／73式中型トラック
- 3 1/2tトラック／73式大型トラック
- 89式5.56mm小銃

## 警備隊区
警備隊区は石狩振興局管内の小樽市、後志総合振興局管内の余市郡・古平郡・積丹郡の1市4町1村である。
- 隊本部・本部管理中隊：小樽市
- 第1射撃中隊：余市郡余市町
- 第2射撃中隊：余市郡仁木町・赤井川村
- 第3射撃中隊：積丹郡積丹町、古平郡古平町